# Dynamo Czernihów
Dynamo Czernihów (ukr. Футбольний клуб «Динамо» Чернігів, Futbolnyj Kłub "Dynamo" Czernihiw) – ukraiński klub piłkarski z siedzibą w Czernihowie.

## Historia
Chronologia nazw:
- 19??—19??.: Dynamo Czernihów (ukr. «Динамо» Чернігів)

Piłkarska drużyna Dynamo została założona w mieście Czernihów w XX wieku. W 1946 klub debiutował w Trzeciej Grupie, centralnej strefie ukraińskiej Mistrzostw ZSRR. Potem klub występował w rozgrywkach mistrzostw i Pucharu obwodu czernihowskiego, dopóki nie został rozwiązany.

## Sukcesy
- Trzecia Grupa, centralna strefa ukraińska:

9. miejsce: 1946